# エックスプラザ
エックスプラザは、かつて大阪市港区にあった阪神高速道路の管理技術センターが建てた施設である。

## 概要
- 阪神高速道路公団30周年記念として1992年にオープン。
- 高速道路の仕組みなど映像や展示で紹介している施設だった。
- 運転傾向判定コーナーや運転判断テストなどの展示もあった
- 2004年5月31日で閉館された。